# Kleinschmidtimyia indigoferae
Kleinschmidtimyia indigoferae är en tvåvingeart som beskrevs av Otto Kleinschmidt 1961. Kleinschmidtimyia indigoferae ingår i släktet Kleinschmidtimyia och familjen minerarflugor. Inga underarter finns listade i Catalogue of Life.